# Nidularium seidelii
Nidularium seidelii là một loài thực vật có hoa trong họ Bromeliaceae. Loài này được L.B.Sm. & Reitz mô tả khoa học đầu tiên năm 1963.